# Église Saint-Étienne de Saint-Étienne-d'Orthe
L'église Saint-Étienne se situe sur la commune de Saint-Étienne-d'Orthe, dans le département français des Landes. Elle est inscrite au titre des monuments historiques par arrêté du 10 janvier 2008.

## Présentation
L'église paroissiale est située bien au centre du village, sur la hauteur et entourée du cimetière communal, auquel on accède par une porte en arc brisé, décoré d’un blason - écu écartelé portant fleurs de lys et poissons.

### Historique
L'édifice date de la fin du Moyen Age, XVe siècle et début XVIe siècle, comprend un vaste clocher porte, une nef à trois vaisseaux dont le central se prolonge par une abside gothique à trois pans dirigée vers le nord. Le clocher en forme de tour carrée dont la destination défensive est significative, afin de parer à toute éventualité. Il ne faut pas oublier que nous sommes à la fin de la guerre de Cent Ans et de l’occupation anglaise. Les collatéraux ont été ajoutés ultérieurement. La sacristie a été ajoutée en 1794 d’après les plans d’un architecte de Dax.
En 1739, d'importantes modifications ont été effectuées : 
- reconstruction partielle de la chapelle Saint-Nicolas, actuellement chapelle Saint-Joseph
- transformation des fenêtres des collatéraux,
- réfection des lambris,
- pavage du chœur.

À cette même date, les archives de Dax, nous apprennent que l’évêque de Dax, Mgr Suarez d'Aulan, concède à la famille Lalanne de la maison Lelanne, le droit de banc et de sépulture, dans cette même chapelle, en récompense de ses bienfaits. Est-ce en relation avec les travaux effectués ? La faveur dont a bénéficié cette famille leur a été retirée à la Révolution par une loi interdisant toute sépulture dans les églises. En 1853 le conseil municipal concède à la famille Lalanne-Mages, en remplacement de ses sépultures, huit centiares, au nord-est du cimetière.
Puis différents travaux furent effectués dans l’église grâce à la générosité des familles aisées du village.
En 1825, le conseil municipal, considérant que l’église tombait en vétusté, décide d'effectuer des travaux. Selon toute probabilité, il s’agirait du prolongement des bas-côtés. En effet, dans le collatéral sud, le mur présente un retour dans l’alignement de la sacristie, qui en fournirait la raison. Ces travaux, pour une dépense de 8000 francs furent couverts par des dons volontaires, remis à monsieur le maire Étienne Castagnet de la maison Esquerre.
En 1832, la famille Bernard Dartiguenave (maison Matouch) verse 400 francs à la fabrique dont 200 francs furent prélevés pour la restauration du tableau du maître autel.
En 1834, Marie Pomaret, veuve Dutan, lègue à l’église la ferme de Lespiauc et aurait pris une large part à la restauration de la chapelle de la Vierge.
En 1839, sur demande de la fabrique, le conseil municipal fait placer, à ses frais, la chaire et réparer le plancher de la tribune.
En 1874 une pieuse fille, qui a voulu garder l’anonymat, va donner 1000 francs pour la restauration de l’autel de Saint-Joseph.
En 1885 madame Mages, de pieuse et sainte mémoire, lègue à l’église, la somme de 500 francs employée à l’achat d’un ostensoir, tout argent. 
En 1886 l’unique cloche s’est fêlée, après cinq ans d’usage. La commune, ne pouvant subvenir au remplacement, Pierre Darmendieu et sa sœur Jeanne ont fait don à la paroisse des deux cloches actuelles.
En 2014 une première campagne de restauration, lancée sur le chevet qui est très endommagé, a permis de mettre en valeur des éléments d'architecture qui avaient été masqués.
En fin d'année 2014 une souscription via la fondation du patrimoine est lancée pour mettre en route une deuxième tranche de travaux.

### Retable
L'église abrite un retable réputé et classé parmi les monuments historiques
Il a été commandé par le curé, les habitants et les marguilliers, à Giraut et Royer, sculpteurs de Dax, en 1713. Terminé en août 1714 (1290 livres), il fut doré en 1734 par Pierre Toureille de Dax et restauré en 1877.
Cet ensemble architecturé comprend :
- Le corps central et les ailes obliques donnant une impression de convergence vers l'autel.
- Les colonnes torses (fût tourné en vis) encadrant le corps et les ailes.
- Le soubassement de même hauteur que celle du tombeau de l'autel.
- Les stylobates : soubassements supportant les colonnes.
- L'entablement à ressauts (saillie qui interrompt le plan horizontal) s'appuyant sur les colonnes.
- Le couronnement central et  les deux couronnements latéraux achevant cet édifice.
- Ailes : On trouve deux statues dans les niches des ailes :

À gauche saint Pierre (1,60 m). Il est vêtu d'une tunique et d'un manteau drapé, pieds nus, tenant deux grandes clefs. Ce sont les clefs du Royaume des Cieux.
À droite saint Paul, vêtu de la même façon, tient un livre d'une main et une épée de l'autre.
- Soubassement :

Les scènes sont en bas-relief : à gauche la lapidation de saint Étienne et à droite son arrestation.